# 방학 대소동 - 여름방학 구출작전
방학 대소동 - 여름방학 구출작전(Recess: School's Out)은 미국에서 제작된 척 쉬츠 감독의 2001년 애니메이션, 가족, 코미디, 미스터리, SF 영화이다. 릭키 드숀 콜린스 등이 주연으로 출연하였고 조 앤솔라베히르 등이 제작에 참여하였다.

## 줄거리
한 무리의 남자들이 군사 기지에 침입하여 일급 기밀 프로젝트를 훔치고, 서드 스트리트 스쿨을 그들의 본부로 사용할 계획이다. 여름 방학 전 마지막 등교일에 교장 프릭클리에게 장난을 친 T.J. 디트와일러는 친구들과 함께 방학을 보낼 생각에 들떠 있었지만, 모두가 다른 여름 캠프에 갈 것이라는 사실을 알고 실망한다. 홀로 여름을 보내기로 체념한 T.J.는 서드 스트리트 스쿨에서 이상한 활동을 목격한다. 더 조사해보니 과학자들이 견인 빔으로 이상한 실험을 하고 있는 것을 본다. 그의 부모님이나 경찰도 그를 믿지 않자 그는 프릭클리에게 간다. 프릭클리는 T.J.에게 학교가 비어 있음을 보여주려고 준비하지만, 건물에 들어가려 할 때 물질화가 해제된다.
필사적인 T.J.는 누나 베키를 협박하여 모든 캠프에 차를 태워달라고 해서 친구들을 데려온다. 그들은 모두 그와 함께 서드 스트리트 스쿨로 돌아오지만, 학교에서 중요하지 않은 서류 상자를 회수한 후 그를 속였다고 비난한다. T.J.의 의심은 그들 모두가 학교 지붕에서 거대한 레이저가 나오는 것을 보고 낮에는 캠프, 밤에는 만나는 계획을 세우면서 확인된다. T.J.가 프릭클리의 버려진 바지 주머니에서 "도와줘!"라고 쓰인 쪽지를 발견한 후, 갱단은 그를 구하기 위해 학교에 침투한다. 그들을 엿듣던 랜달 윔스는 부교장 뮤리엘 핀스터에게 알리러 간다.
아이들은 강당이 실험실로 변해 있는 것을 발견한다. T.J.는 친구들이 탈출하는 동안 베네딕트의 닌자들에게 납치되어 프릭클리와 함께 감금된다. 둘은 프릭클리의 오랜 친구인 필리엄 베네딕트 박사가 학교 내에서 작전을 감독하고 있음을 발견한다. 프릭클리는 1968년에 자신, 베네딕트, 핀스터가 모두 교사 훈련을 받을 때 베네딕트가 서드 스트리트 스쿨의 교장으로 임명되었고, 시험 성적을 향상시키기 위해 쉬는 시간을 폐지할 것을 제안했다고 설명한다. 아이들을 염려한 프릭클리는 교육감에게 갔고, 교육감은 즉시 베네딕트를 해고하고 프릭클리를 교장으로 교체했으며, 이로 인해 당시 그의 여자친구였던 핀스터도 그와 헤어졌다. 직업과 여자친구를 잃게 한 프릭클리에게 복수하겠다고 맹세한 베네딕트는 정치인이 되어 미국 교육부 장관이 되었지만, 전국적으로 쉬는 시간을 폐지하려다 미국 대통령에게 해고당했다.
T.J.의 친구들이 회수된 서류를 검토하는 동안, 스피넬리는 달 근지점을 언급하는 일기장을 발견한다. 그레천은 그들이 본 기계가 견인 빔이며, 베네딕트가 달이 지구에 가까워질 때 그것을 사용하여 달을 움직이려 한다는 결론을 내린다. T.J.와 프릭클리는 프릭클리의 사무실로 가서 베네딕트가 새로운 영구적인 빙하기를 만들어 아이들이 연중 내내 실내에 머무르게 함으로써 여름 방학을 없애려는 계획을 발견한다. 한편, T.J.의 친구들은 베키를 설득하여 캠프에 태워달라고 해서 다른 모든 학생들을 모으고, 핀스터는 교사들을 모으며, 거스는 학교에 침투할 계획을 세운다.
베네딕트가 강당에서 자신의 계획을 실행하려고 할 때, 서드 스트리트 스쿨의 학생들과 교사들이 모두 도착하여 그의 부하들과 싸운다. 이어진 싸움 중에 베네딕트는 빔을 직접 활성화하려 하지만 프릭클리에게 저지당하고, 베네딕트는 조작부를 부수어 과정을 되돌릴 수 없게 만든다. T.J.는 빈스에게 빔에 야구공을 던지라고 지시하고, 그것은 빔을 파괴한다. 마침내 베네딕트의 음모를 알게 된 경찰이 학교에 도착하여 그와 그의 부하들을 체포한다. T.J.의 친구들은 남은 여름을 함께 보내기로 결정한다. T.J.는 프릭클리의 사무실에서 그에게 감사하고, 프릭클리는 T.J.에게 왜 자신이 가르치기 시작했는지(아이들을 돕기 위함) 상기시켜줘서 고맙다고 말한다. T.J.는 친구들과 합류하고, 프릭클리는 9월이 되면 이전 장난에 대해 여전히 꾸중을 들을 것이라고 농담 삼아 T.J.에게 상기시켜준다.

## 출연

### 주연
- 릭키 드숀 콜린스
- 제이슨 데이비스

### 조연
- 애슐리 존슨
- 앤드류 로렌스
- 코트랜드 미드
- 파멜라 애들론
- 데브니 콜먼
- 로버트 골렛
- 멜리사 조안 하트
- 피터 맥니콜
- 에이프릴 윈첼
- 제임스 우즈
- 다이드리흐 바더
- 알리스 비어슬리
- 프란체스카 스미스
- 레이첼 크레인
- 에릭 본 데튼
- 안드리아 마틴
- 트레스 맥닐
- 클리 브래거
- 라이언 오도나휴
- R. 리 이메이
- 저스틴 쉔카로우
- 마이클 슐만
- 토란 코델
- 엘리자베스 데일리
- 잭 라일리
- 필 프록터
- 그렉 버거
- 론 글래스
- 니콜라스 터터로
- 케빈 마이클 리처드슨
- 댄 카스텔라네타
- 폴 윌슨
- 클랜시 브라운
- 앤디 맥아피
- 토니 제이
- 클라이드 쿠사추
- 찰스 킴브로우
- 마크 로버트 마이어스
- 패트릭 레나
- 캐스 소시
- 로버트 스택
- 켄 스워포드
- 케이티 사갈

## 제작진
- 프로듀서: 강한영
- 협력프로듀서: 마이클 타이오